# Rhombophryne serratopalpebrosa
Rhombophryne serratopalpebrosa es una especie de anfibio anuro de la familia Microhylidae. Es una rana endémica del norte de Madagascar donde solo se ha encontrado en el parque nacional de Marojejy. No se sabe mucho de la distribución de esta especie ya que en el pasado se ha confundido con otras especies similares de su género. Habita en selvas tropicales de montaña entre los 900 y los 2100 metros de altitud. Se considera en peligro de extinción debido a la pérdida de su hábitat natural causada por la deforestación.